# Saison 11 de Supernatural
Chronologie
Saison 10 Saison 12
Cet article présente les vingt-trois épisodes de la onzième saison de la série télévisée américaine Supernatural.

## Synopsis
Sam et Dean doivent désormais faire face aux conséquences de la libération de Dean de la marque de Caïn qui ont conduit à la libération des Ténèbres sur Terre qui ont été enfermés par Dieu avant la création de l'Univers. Castiel de son côté lutte contre la malédiction que Rowena lui a lancé précédemment pour tuer Crowley. Celui-ci ayant échappé à la tentative de Rowena pour le tuer est inquiet par rapport au retour des Ténèbres sur Terre.

## Distribution

### Acteurs principaux
- Jared Padalecki (VF : Damien Boisseau) : Sam Winchester
- Jensen Ackles (VF : Fabrice Josso) : Dean Winchester
- Misha Collins (VF : Guillaume Orsat) : Castiel
- Mark Sheppard (VF : Fabien Jacquelin) : Crowley

### Créatures de la saison
- Démons
- Anges
- Les Ténèbres
- Infectés
- Faucheuse
- Sorcières
- Nachzehrers
- Fantômes
- Zanas
- Archange
- Banshee
- Vampires
- Qareen
- Nazis Nécromancien
- Chiens de l'Enfer
- Mangeur d'âme
- Loups-Garous
- Bisaan
- Dieu

## Production

### Développement
Le 11 janvier 2015, la série a été renouvelée pour une onzième saison.
La saison est composée de 23 épisodes.

### Diffusions
- Aux États-Unis, la saison a été diffusée du 7 octobre 2015 au 25 mai 2016 sur The CW.
- Au Canada, elle a été diffusée en simultanée sur les stations CHCH-DT Hamilton (automne seulement), CHNU-DT Vancouver et sur la chaîne Space.
- En France, la saison a été diffusée deux jours après sa diffusion nord-américaine en version originale sous-titrée sur Série Club[7] puis du 5 septembre 2016 au 31 octobre 2016 en version française[8]. Elle est diffusée en clair sur M6 depuis le 6 octobre 2018.
- Au Québec, la saison est diffusée depuis le 23 août 2016 sur Ztele[9]

## Liste des épisodes

### Épisode 1:Amara
- États-Unis : 7 octobre 2015 sur The CW[10]
- France : 
  - 9 octobre 2015 (en VOSTFr) et 5 septembre 2016 (en VF) sur Série Club[8]
  - 6 octobre 2018 sur M6
- Québec : 23 août 2016 sur Ztele[9]

- États-Unis : 1,94 million de téléspectateurs[11] (première diffusion)

Emily Swallow
Le titre original fait référence à l'expression Out of the frying pan and into the fire, équivalente à l'expression française Tomber de Charybde en Scylla.

### Épisode 2:L'Être et le Néant
- États-Unis : 14 octobre 2015 sur The CW
- France : 
  - 16 octobre 2015 (en VOSTFr) et 5 septembre 2016 (en VF) sur Série Club
  - 13 octobre 2018 sur M6
- Québec : 30 août 2016 sur Ztele

- États-Unis : 1,85 million de téléspectateurs[12] (première diffusion)

### Épisode 3:Affamée
- États-Unis : 21 octobre 2015 sur The CW
- France : 
  - 23 octobre 2015 (en VOSTFr) et 5 septembre 2016 (en VF) sur Série Club
  - 20 octobre 2018 sur M6
- Québec : 6 septembre 2016 sur Ztele

- États-Unis : 1,59 million de téléspectateurs[13] (première diffusion)

### Épisode 4:Comme au bon vieux temps
- États-Unis : 28 octobre 2015 sur The CW
- France : 
  - 30 octobre 2015 (en VOSTFr) et 12 septembre 2016 (en VF) sur Série Club
  - 27 octobre 2018 sur M6
- Québec : 13 septembre 2016 sur Ztele

- États-Unis : 2,04 millions de téléspectateurs[14] (première diffusion)

### Épisode 5:Sans état d'âme
- États-Unis : 4 novembre 2015 sur The CW
- France : 
  - 6 novembre 2015 (en VOSTFr) et 12 septembre 2016 (en VF) sur Série Club
  - 3 novembre 2018 sur M6
- Québec : 20 septembre 2016 sur Ztele

- États-Unis : 1,64 million de téléspectateurs[15] (première diffusion)

- Finn Wolfhard (Jordie Pinksy)

### Épisode 6:Ni Dieu ni maître
- États-Unis : 11 novembre 2015 sur The CW
- France : 
  - 13 novembre 2015 (en VOSTFr) et 12 septembre 2016 (en VF) sur Série Club
  - 10 novembre 2018 sur M6
- Québec : 27 septembre 2016 sur Ztele

- États-Unis : 1,702 million de téléspectateurs[16] (première diffusion)

### Épisode 7:Bas les masques
- États-Unis : 18 novembre 2015 sur The CW
- France : 
  - 20 novembre 2015 (en VOSTFr) et 19 septembre 2016 (en VF) sur Série Club
  - 17 novembre 2018 sur M6
- Québec : 4 octobre 2016 sur Ztele

- États-Unis : 1,661 million de téléspectateurs[17] (première diffusion)

### Épisode 8:Nos amis imaginaires
- États-Unis : 2 décembre 2015 sur The CW
- France : 
  - 4 décembre 2015 (en VOSTFr) et 19 septembre 2016 (en VF) sur Série Club
  - 24 novembre 2018 sur M6
- Québec : 11 octobre 2016 sur Ztele

- États-Unis : 2 millions de téléspectateurs[18] (première diffusion)

Reese Anja Savcic

### Épisode 9:Divine Comédie
- États-Unis : 9 décembre 2015 sur The CW
- France : 
  - 11 décembre 2015 (en VOSTFr) et 26 septembre 2016 (en VF) sur Série Club
  - 1er décembre 2018 sur M6
- Québec : 18 octobre 2016 sur Ztele

- États-Unis : 1,9 million de téléspectateurs[19] (première diffusion)

- Mark Pellegrino (Lucifer)
- Ruth Connell (Rowena)

### Épisode 10:Dis-moi oui
- États-Unis : 20 janvier 2016 sur The CW[20]
- France : 
  - 22 janvier 2016 (en VOSTFr) et 26 septembre 2016 (en VF) sur Série Club
  - 8 décembre 2018 sur M6
- Québec : 25 octobre 2016 sur Ztele

- États-Unis : 1,83 million de téléspectateurs[21] (première diffusion)

L'expression « Le diable est dans les détails » signifie qu'une faute dans un détail peut compromettre tout un ensemble.

### Épisode 11:Le Cri de la Banshee
- États-Unis : 27 janvier 2016 sur The CW
- France : 
  - 29 janvier 2016 (en VOSTFr) et 3 octobre 2016 (en VF) sur Série Club
  - 29 décembre 2018 sur M6
- Québec : 1er novembre 2016 sur Ztele

- États-Unis : 1,878 million de téléspectateurs[22] (première diffusion)

Dee Wallace

### Épisode 12:Linge sale en famille
- États-Unis : 3 février 2016 sur The CW
- France : 
  - 5 février 2016 (en VOSTFr) et 3 octobre 2016 (en VF) sur Série Club
  - 5 janvier 2019 sur M6
- Québec : 8 novembre 2016 sur Ztele

- États-Unis : 1,866 million de téléspectateurs[23] (première diffusion)

- Kim Rhodes (Jody Mills)
- Kathryn Newton (Claire)
- Katherine Ramdeen (Alex)

### Épisode 13:Baiser mortel
- États-Unis : 10 février 2016 sur The CW
- France : 
  - 12 février 2016 (en VOSTFr) et 10 octobre 2016 (en VF) sur Série Club
  - 12 janvier 2019 sur M6

- États-Unis : 1,83 million de téléspectateurs[24] (première diffusion)

### Épisode 14:L'Arche d'alliance
- États-Unis : 17 février 2016 sur The CW
- France : 
  - 19 février 2016 (en VOSTFr) et 10 octobre 2016 (en VF) sur Série Club
  - 19 janvier 2019 sur M6

- États-Unis : 1,98 million de téléspectateurs[25] (première diffusion)

Weronika Rosati (Delphine Seydoux)

### Épisode 15:Sur le ring
- États-Unis : 24 février 2016 sur The CW
- France : 26 février 2016 (en VOSTFr) et 10 octobre 2016 (en VF) sur Série Club

- États-Unis : 1,845 million de téléspectateurs[26] (première diffusion)

- Michael Mizanin (Shawn Harley)
- Aleks Paunovic (Gunner Lawless)

### Épisode 16:La Première Règle
- États-Unis : 23 mars 2016 sur The CW
- France : 25 mars 2016 (en VOSTFr) et 17 octobre 2016 (en VF) sur Série Club

- États-Unis : 1,69 million de téléspectateurs[27] (première diffusion)

- Holly Elissa (Mary Henderson)
- Jim Beaver (Bobby Singer)
- Steven Williams (Rufus)
- Jane McLean (Naoki Himura)

### Épisode 17:Deuxième Chance
- États-Unis : 30 mars 2016 sur The CW
- France : 1er avril 2016 (en VOSTFr) et 17 octobre 2016 (en VF) sur Série Club

- États-Unis : 1,45 million de téléspectateurs[28] (première diffusion)

- Lisa Berry (Billie)
- Suki Kaiser (Rose)
- Toby Levins (Ben)
- Eileen Pedde (Dr Kessler)
- Erin Way (Michelle)

### Épisode 18:La Corne de Josué
- États-Unis : 6 avril 2016 sur The CW
- France : 8 avril 2016 (en VOSTFr) et 24 octobre 2016 (en VF) sur Série Club

- États-Unis : 1,75 million de téléspectateurs[29] (première diffusion)

- Graeme Duffy (Meter Man)
- Mark Pellegrino (Lucifer)

### Épisode 19:Les Bisaan
- États-Unis : 27 avril 2016 sur The CW
- France : 29 avril 2016 (en VOSTFr) et 24 octobre 2016 (en VF) sur Série Club

- États-Unis : 1,67 million de téléspectateurs[30] (première diffusion)

- Drew Tanner (Cliff)
- Kandyse McClure (Sheriff A. Tyson)

### Épisode 20:Chuck tout-puissant
- États-Unis : 4 mai 2016 sur The CW
- France : 6 mai 2016 (en VOSTFr) et 24 octobre 2016 (en VF) sur Série Club

- États-Unis : 1,54 million de téléspectateurs[31] (première diffusion)

### Épisode 21:Donatello
- États-Unis : 11 mai 2016 sur The CW
- France : 13 mai 2016 (en VOSTFr) et 31 octobre 2016 (en VF) sur Série Club

- États-Unis : 1,75 million de téléspectateurs[32] (première diffusion)

- Osric Chau (Kevin Tran)
- Keith Szarabajka (Donatello Redfield)

### Épisode 22:L'Ombre et la Lumière
- États-Unis : 18 mai 2016 sur The CW
- France : 20 mai 2016 (en VOSTFr) et 31 octobre 2016 (en VF) sur Série Club

- États-Unis : 1,59 million de téléspectateurs[33] (première diffusion)

- Keith Szarabajka (Donatello Redfield)

### Épisode 23:Les Liens du sang
- États-Unis : 25 mai 2016 sur The CW[34]
- France : 27 mai 2016 (en VOSTFr) et 31 octobre 2016 (en VF) sur Série Club

- États-Unis : 1,84 million de téléspectateurs[35] (première diffusion)

- Lisa Berry (Billie)
- Samantha Smith (Mary Winchester)
- Elizabeth Blackmore (Lady Toni Bevell)